# Bruchophagus brachyscelidis
Bruchophagus brachyscelidis är en stekelart som först beskrevs av Cameron 1912.  Bruchophagus brachyscelidis ingår i släktet Bruchophagus och familjen kragglanssteklar. Inga underarter finns listade.